# Żółty szlak turystyczny Wierna Rzeka – Chęciny
 Żółty szlak turystyczny Wierna Rzeka – Chęciny im. Juliusza Brauna – szlak turystyczny na terenie Gór Świętokrzyskich.

## Przebieg szlaku
| Odległość | Atrakcje                                                                                          | Punkt                 | Skrzyżowania szlaków             |
| --------- | ------------------------------------------------------------------------------------------------- | --------------------- | -------------------------------- |
| 0,0 km    |                                                                                                   | Wierna Rzeka PKP      |                                  |
| 1,0 km    |                                                                                                   | Ruda Zajączkowska     |                                  |
|           |                                                                                                   | Wesoła                |                                  |
| 2,5 km    | zabytek                                                                                           | Zajączków             |                                  |
| 4,5 km    | jaskinia · kopalnia · kamieniołom · skały · rezerwat roślinny · punkt widokowy                    | Góra Miedzianka       |                                  |
| 5,0 km    |                                                                                                   | Miedzianka PKS        |                                  |
| 9,0 km    |                                                                                                   | Grząby Bolmińskie     |                                  |
|           |                                                                                                   | Jedlnica              |                                  |
| 12,0 km   |                                                                                                   | Jedlnica PKS          | Jedlnica – Żarczyce              |
| 15,0 km   |                                                                                                   | Grzywy Korzeczkowskie |                                  |
| 17,0 km   |                                                                                                   | Korzecko PKS          |                                  |
| 19,5 km   | zamek                                                                                             | Góra Zamkowa          |                                  |
| 20,0 km   | klasztor · kościół · zabytek judaizmu · cmentarz żydowski · rezerwat geologiczny · punkt widokowy | Chęciny PKS, MPK      | Chęciny – Łagów Chęciny – Kielce |

## Galeria

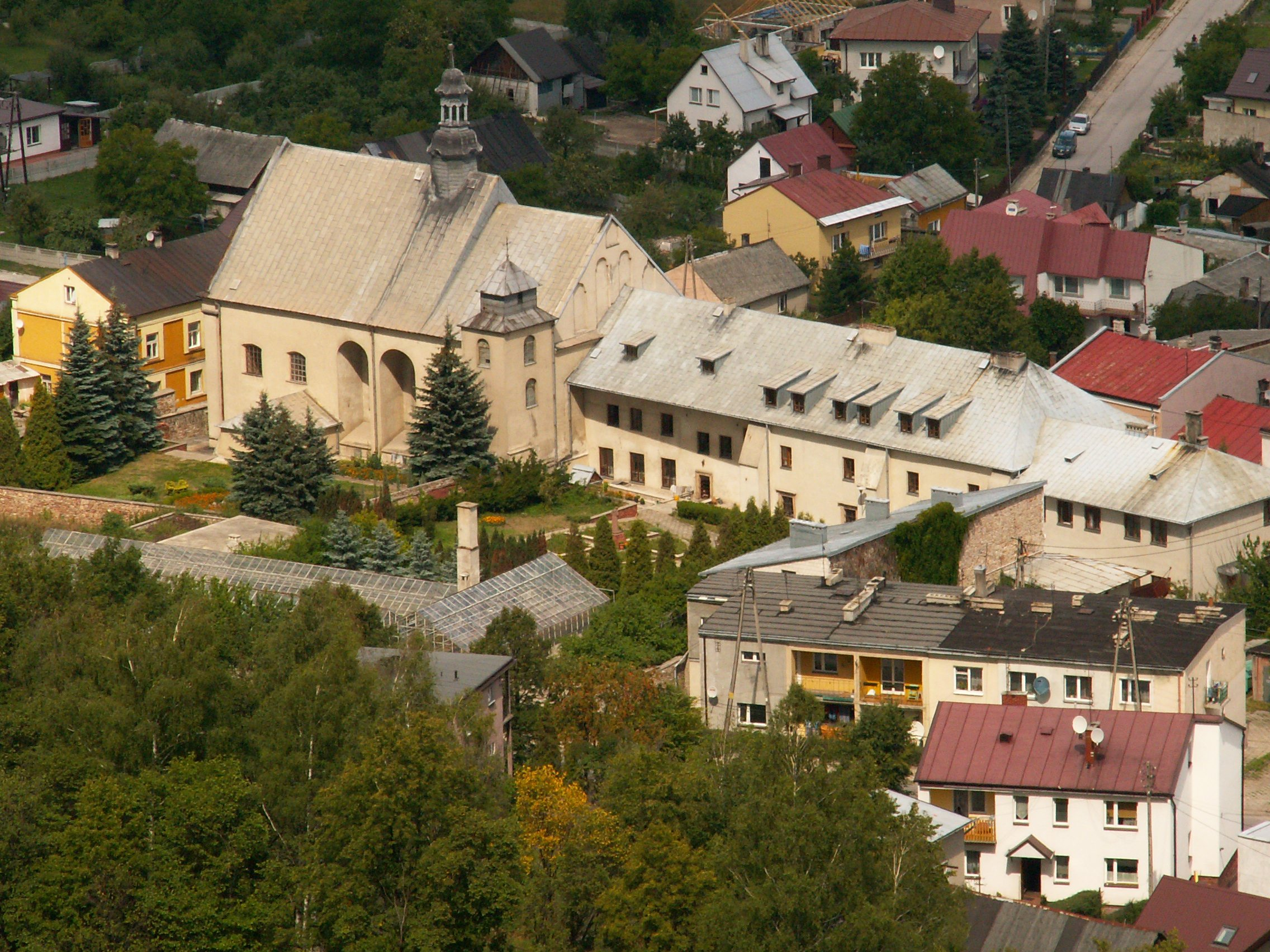
Zespół klasztorny Klarysek w Chęcinach
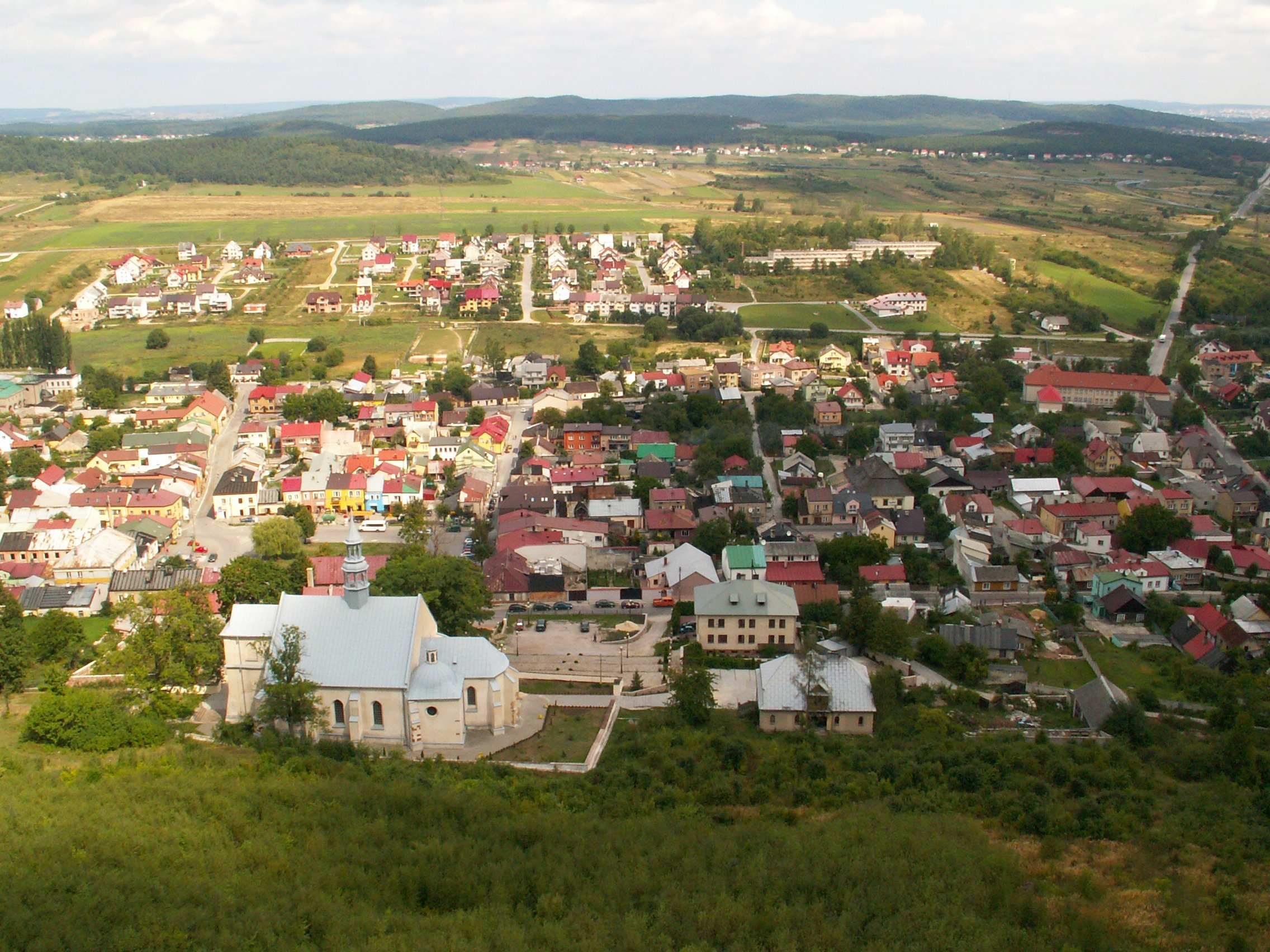
Widok z zamku na Chęciny
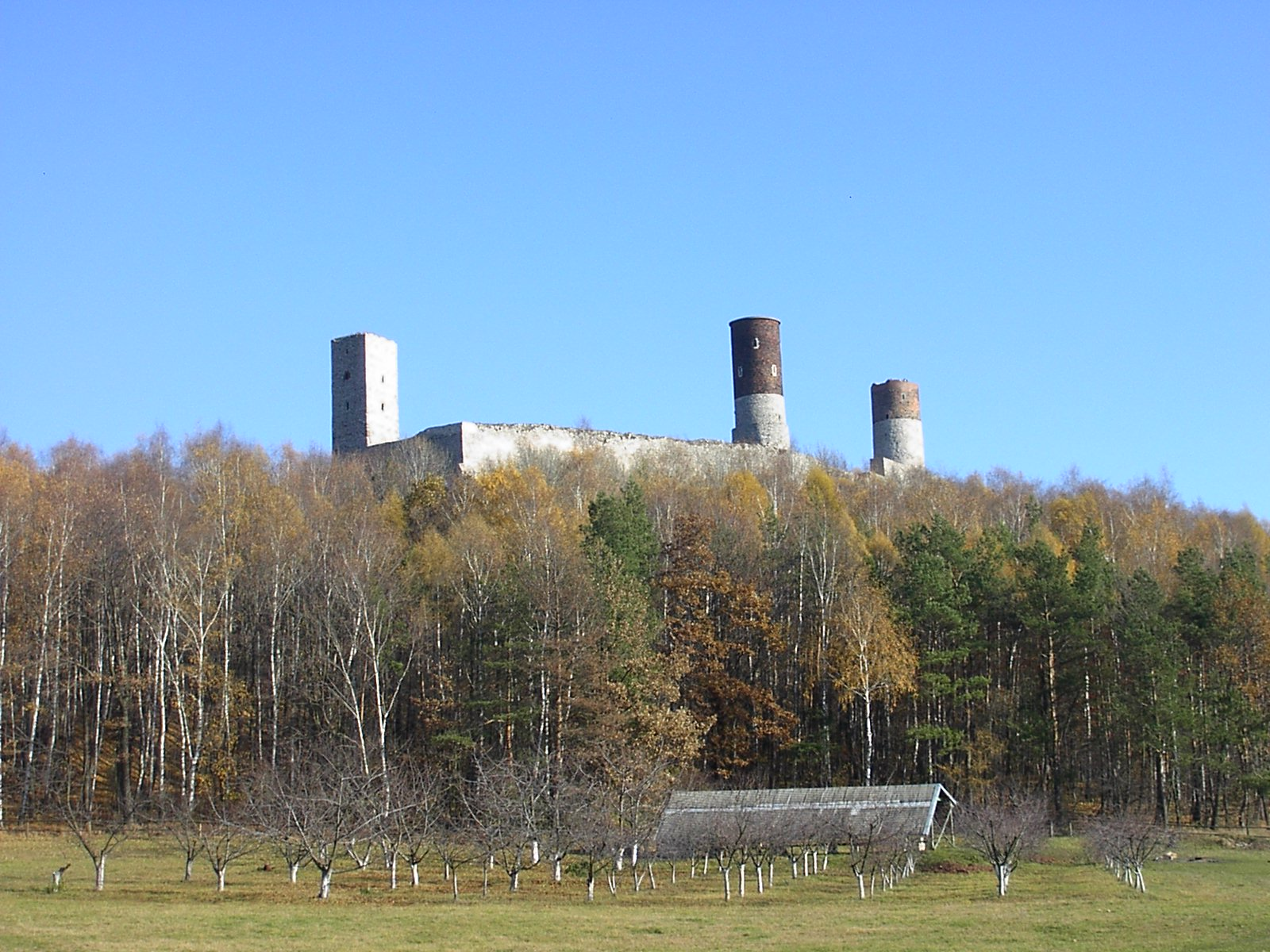
Zamek w Chęcinach
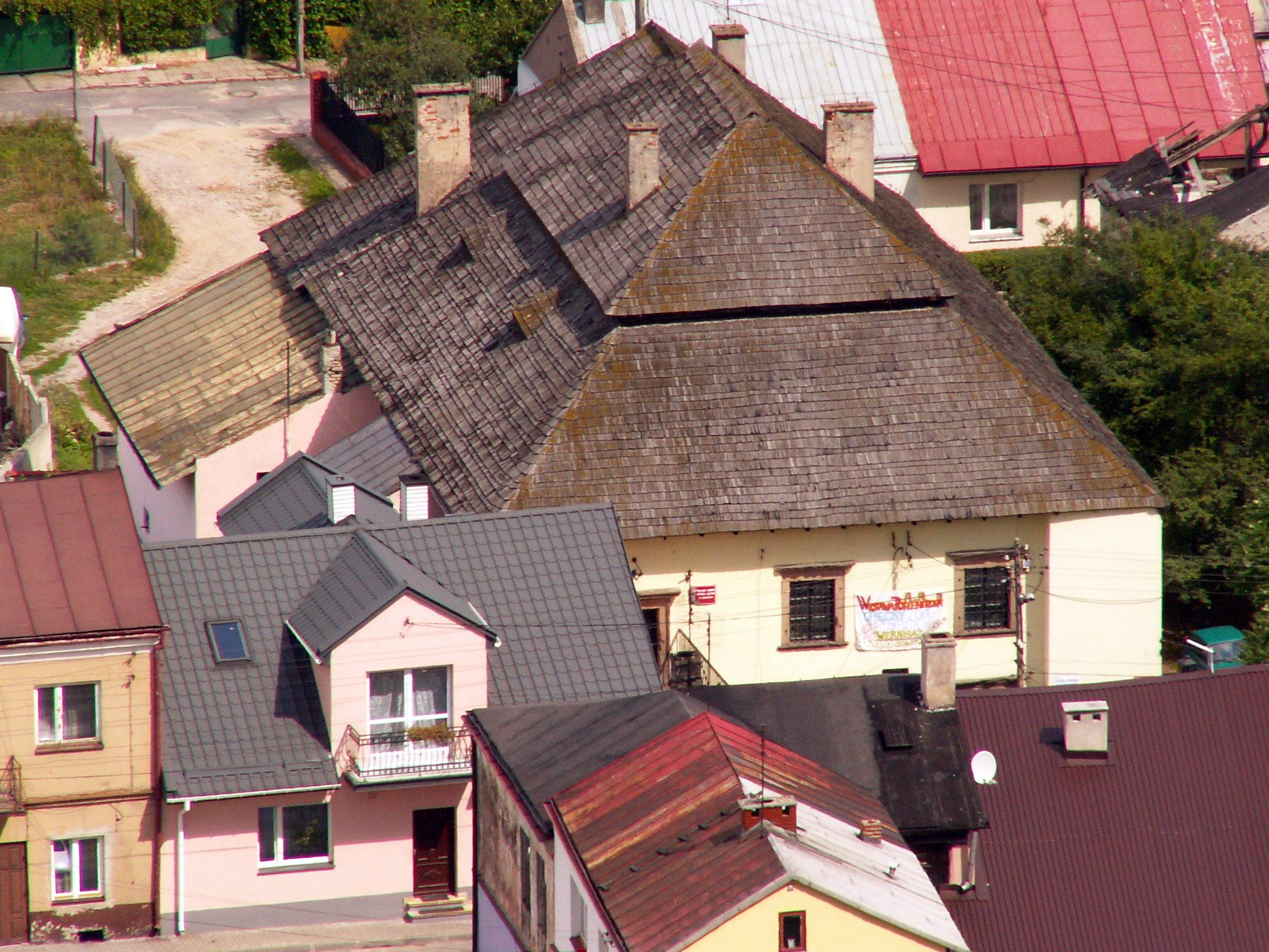
Synagoga w Chęcinach